# あすなろの詩
『あすなろの詩』（あすなろのうた）は、日本テレビ系の月曜スター劇場で1978年11月6日から1979年4月30日まで放映されたテレビドラマ。

## スタッフ
- 作：楠田芳子
- プロデューサー：早川恒夫
- 演出
  - 篠木為八男（第5話、第6話、第9話～第11話、第15話）
  - 細野英延（第1話～第4話、第7話、第8話、第12話～第14話）

## 出演
- 宮坂夕子：池内淳子
- 宮坂和也：三浦友和
- 有賀泰子：夏目雅子
- 義夫：菅原謙次
- 藤田：渡辺文雄
- 宮坂陽子：香坂みゆき
- 谷口チエ子：山口紀子
- 森下良吉：佐藤允
- 宇津宮雅代
- 小山里子：園佳也子
- 富夫：草薙幸二郎
- 奥村豊：宮崎達也
- トシ子：中原早苗
- 仙次：長門裕之
- 奥村裕一：池部良
- 真一：前田晃一
- 白川和子
- さくら（里子の母）：ミヤコ蝶々
- 寿美子（豊の母）：南風洋子
- せい：杉村春子

| 日本テレビ系列 月曜スター劇場 | 日本テレビ系列 月曜スター劇場 | 日本テレビ系列 月曜スター劇場 |
| 前番組                        | 番組名                        | 次番組                        |
| ----------------------------- | ----------------------------- | ----------------------------- |
| たんぽぽ （第5シリーズ）      | あすなろの詩                  | かたぐるま （第1シリーズ）    |

| スタブアイコン | サブスタブ | この項目は、まだ閲覧者の調べものの参照としては役立たない、テレビ番組に関連した書きかけの項目です。この項目を加筆・訂正などしてくださる協力者を求めています（P:テレビ/PJ:放送または配信の番組）。 |